# 小本車站
小本站（日语：／ Komoto eki */?）是位於愛知縣名古屋市中川區，屬於名古屋臨海高速鐵道西名古屋港線（青波線）的車站，車站編號為AN03。本站由荒子車站負責管理，只有固定的時間內才會有站務員來巡查。
本站位於名古屋市西部地區療育中心之北側。由於此站距離名古屋站相當近，加上本站東北方步行大約10分鐘之處為近畿日本鐵道名古屋線的烏森車站，以及與其票價面等不利之影響，導致本站的使用率偏低。而也因鄰近的烏森車站僅有普通列車才會停靠，所以利用本站轉乘的客源幾乎少之又少。

## 車站構造
本站為1面2線島式月台的高架車站。站內設置1座電梯以配合無障礙環境。1號及2號月台則為了乘客的安全而皆有設置可動式月台門。

### 月台配置
| 月台 | 路線    | 方向 | 目的地             |
| ---- | ------- | ---- | ------------------ |
| 1    | ■青波線 | 下行 | 荒子、金城埠頭方向 |
| 2    | ■青波線 | 上行 | 名古屋方向         |

在1號月台旁則有名古屋貨物總站所延伸出來的貨物路線，有時候可以看得到該鐵軌上有貨物車廂停留的場景。

## 使用情況
| 年度               | 1日平均上車人次 |
| ------------------ | --------------- |
| 2004年（平成16年） | 498             |
| 2005年（平成17年） | 656             |
| 2006年（平成18年） | 765             |
| 2007年（平成19年） | 846             |
| 2008年（平成20年） | 863             |
| 2009年（平成21年） | 916             |
| 2010年（平成22年） | 990             |
| 2011年（平成23年） | 1,037           |
| 2012年（平成24年） | 1,058           |
| 2013年（平成25年） | 1,116           |
| 2014年（平成26年） | 1,189           |
| 2015年（平成27年） | 1,220           |
| 2016年（平成28年） | 1,256           |
| 2017年（平成29年） | 1,400           |
| 2018年（平成30年） | 1,478           |

## 相鄰車站
名古屋臨海高速鐵道
■西名古屋港線（青波線）
笹島演奏廳（AN02）－（笹島信號場）－小本（AN03）－荒子（AN04）

## 外部連結
- 小本站 （页面存档备份，存于） - 名古屋臨海高速鐵道